# Fodboldens Hall of Fame
Fodboldens Hall of Fame er en hæder til de bedste danske fodboldspillere igennem historien. Hall of Fame administreres af Dansk Boldspil-Union og medlemmer optages i forbindelse med det årlige Dansk Fodbold Award, der arrangeres i samarbejde med TV2.
Det første medlem i Fodboldens Hall of Fame var Michael Laudrup, som sammen med EM-holdet 92 blev indviet i Fodboldens Hall of Fame i 2006.

## Medlemmer
Medlemmerne er, ordnet efter optagelsesår:
| År   | Indviede                                                                                       | Indviede                                                                       |
| ---- | ---------------------------------------------------------------------------------------------- | ------------------------------------------------------------------------------ |
| 2006 | Michael Laudrup                                                                                | EM-holdet 92                                                                   |
| 2008 | Allan Simonsen                                                                                 | Carl Aage Præst                                                                |
| 2009 | 80er holdet                                                                                    | Peter Schmeichel                                                               |
| 2010 | Harald Nielsen                                                                                 | Preben Elkjær                                                                  |
| 2011 | Per Røntved                                                                                    | Sepp Piontek                                                                   |
| 2012 | Brian Laudrup                                                                                  | -                                                                              |
| 2013 | Søren Lerby                                                                                    | Frank Arnesen                                                                  |
| 2014 | Richard Møller Nielsen Poul "Tist" Nielsen Nils Middelboe Sophus Krølben Nielsen Sophus Hansen | Carl Skomager Hansen Pauli Jørgensen Knud Lundberg Eigil Nielsen Poul Pedersen |
| 2015 | Morten Olsen                                                                                   | Aage Rou Jensen Henry From Jens Peder Hansen Ole Madsen John Hansen            |
| 2016 |                                                                                                |                                                                                |
| 2017 | Lone Smidt Nielsen Susanne Augustesen                                                          | Henning Enoksen Jørgen Leschly Sørensen Karl Aage Hansen                       |
| 2018 | Johnny Hansen Herrernes OL-hold fra 1948                                                       | Herrernes OL-hold fra 1960 Kvindernes VM-hold fra 1971                         |
| 2021 | Lars Høgh                                                                                      |                                                                                |
| 2022 | Katrine S. Pedersen Ulrik le Fevre                                                             | Jørgen Olesen                                                                  |
| 2023 | Valdemar Laursen Michael Rohde                                                                 | Fritz Tarp Jan Mølby                                                           |
| 2024 | Helle Jensen Merete Pedersen                                                                   | Jon Dahl Tomasson                                                              |
| 2025 | Poul Højmose                                                                                   | Thomas Helveg                                                                  |